# Xiaotun (Xijiao)
Xiaotun (chinesisch 小屯村, Pinyin Xiǎotún Cūn) ist ein Dorf in der Gemeinde Xijiao (西郊乡) des Stadtbezirks Yindu in der Stadt Anyang der chinesischen Provinz Henan. Auf seinem Gebiet liegen bedeutende archäologische Fundstätten.